# Meurtres du Highway of Tears

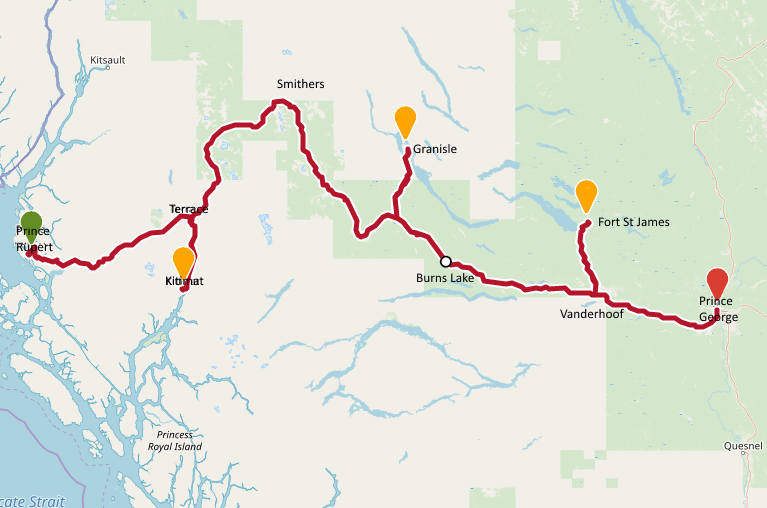
Tracé de la route 16.

Les meurtres du Highway of Tears (Route des larmes) est une série de meurtres non élucidés et de disparitions de jeunes femmes le long d'un tronçon de 720 km du British Columbia Highway 16 entre Prince George et Prince Rupert dans la province de la Colombie-Britannique entre 1969 et 2011,. Dans cette affaire, les autorités policières dénombrent aujourd'hui 19 victimes dont 10 seraient d'origine autochtone. Ce drame prend place dans un phénomène social plus large, celui des meurtres et disparitions de femmes autochtones au Canada.

## Liste des victimes
| No. | Nom                     | Âge    | Circonstance | Dernière apparition | Année           | Notes |
| --- | ----------------------- | ------ | ------------ | ------------------- | --------------- | --- |
| 1   | Gloria Moody            | 26 ans | Homicide     | Williams Lake       | 1969            | Elle a été vue pour la dernière fois le 25 octobre, après être sortie dans un bar à Williams Lake. Son corps est retrouvé dans les bois, 10 km plus loin. |
| 2   | Micheline Pare          | 18 ans | Homicide     | Hudson's Hope       | 1970            | Vue pour la dernière fois sur la route 20 non loin de Tompkins Ranch situé entre Fort St. John et Hudson's Hope. Deux femmes l'aurait conduite en voiture pour la faire descendre entre les deux lieux mentionnés précédemment. |
| 3   | Gale Weys               | 19 ans | Homicide     | Clearwater          | 1973 (Octobre)  | Gale Weys aurait disparu après avoir fait de l'auto-stop de Clearwater à Kamloops. Son cadavre est retrouvé dans un fossé sur la route 5, au sud de Clearwater. Bobby Jack Fowler était à ce moment-là le principal suspect. |
| 4   | Pamela Darlington       | 19 ans | Homicide     | Kamloops            | 1973 (Novembre) | Disparue après avoir fait de l'auto-stop de Kamloops jusqu'à un bar local. Son corps est retrouvé le lendemain. Bobby Jack Fowler est à nouveau le principal suspect. |
| 5   | Monica Ignas            | 14 ans | Homicide     | Thornhill           | 1974 (Décembre) | On croit qu'elle rentrait chez elle après une longue journée d'école lorsque Monica a été vue pour la dernière fois le 13 décembre 1974 à Thornhill, en Colombie-Britannique. Elle est retrouvée morte le 6 avril 1975, à l'est de la ville de Terrace. Elle a été assassinée par strangulation. |
| 6   | Colleen MacMillen       | 16 ans | Homicide     | 100 Mile House      | 1974 (Août)     | Colleen MacMillen a été vue pour la dernière fois à son domicile qui se trouvait à Lac La Hache. Elle aurait fait de l'auto-stop pour se rendre chez un ami. Les enquêteurs récoltent, en 2012, un échantillon d'ADN de Bobby Jack Fowler sur le cadavre de Colleen MacMillen. |
| 7   | Monica Jack             | 12 ans | Homicide     | Merritt             | 1978            | Pendant 17 années, son sort reste inconnu. En juin 1995, des travailleurs forestiers font la découverte d'ossements humains dans un ravin sur une route forestière à Swakum Mountain, à environ 20 km de l'endroit où le vélo de Monica avait été localisé. Grâce au registre dentaire et aux tests ADN, les autorités confirment son identité. En décembre 2014, un violeur en série nommé Garry Taylor Handlen est accusé du meurtre de Monica Jack et de celui d'une fillette de 11 ans nommée Kathryn-Mary Herbert, qu'on estime aussi être une victime des meurtres du Highway of Tears. La police avait déjà soupçonné Handlen, mais à l'époque il n'y avait pas assez de preuves pour pouvoir l'inculper. L'arrestation de décembre 2014 est attribuée à de nouveaux progrès dans le domaine de l'analyse ADN, cependant les détails spécifiques n'ont pas été encore publiés,. |
| 8   | Maureen Mosie           | 33 ans | Homicide     | Kamloops            | 1981            | Les enquêteurs pensent que Maureen Mosie, 33 ans, a fait de l'auto-stop de Salmon Arm jusqu'à Kamloops dans la province de la Colombie-Britannique le 8 mai 1981. Son corps est trouvé le jour suivant par une femme qui promène son chien le long d'une route au large de la route Transcanadienne à environ 16 kilomètres à l'est de la ville de Kamloops. Elle a été sauvagement battue. |
| 9   | Shelly-Ann Bascu        | 16 ans | Disparition  | Hinton              | 1983            | Plusieurs jours après sa disparition, ses objets personnels dont des vêtements tachés de gouttelettes de sang, sont retrouvés près de la rivière Athabasca. Les enquêteurs réussirent à confirmer que les taches de sang était bien de la victime, Shelly-Ann Bascu. |
| 10  | Alberta Williams        | 24 ans | Homicide     | Prince Rupert       | 1989            | Le corps inanimé d'Alberta Williams, 24 ans, est retrouvé le 25 septembre 1989, à environ 37 km à l'est de Prince Rupert, en Colombie-Britannique, près du viaduc Tyee. Elle avait été violée avant d'être tuée par strangulation. |
| 11  | Delphine Nikal          | 16 ans | Disparue     | Smithers            | 1990            | Delphine Nikal disparaît le 13 juin 1990. L'adolescente de 15 ans avait fait de l'auto-stop à l'est de la ville de Smithers. |
| 12  | Ramona Wilson           | 16 ans | Homicide     | Smithers            | 1994            | Elle aurait fait de l'auto-stop jusqu'à la maison de son ami à Smithers, en Colombie-Britannique, le 11 juin 1994. Les restes de Ramona ont été trouvés en avril 1995 près du Smithers Airport. |
| 13  | Roxanne Thiara          | 15 ans | Homicide     | Burns Lake          | 1994            | Roxanne Thiara a disparu à Prince George lors d'un weekend de juillet en 1994. Elle se prostituait et elle aurait mentionné à un ami qu'elle sortait avec un client. Elle a tourné le coin d'un immeuble et n'a jamais été revue. Son cadavre est retrouvé le 17 août 1994, dans des taillis au long de la route 16, six kilomètres à l'est de Burns Lake. |
| 14  | Alishia 'Leah' Germaine | 15 ans | Homicide     | Prince George       | 1994 (Décembre) | Elle est retrouvée assassinée le 9 décembre 1994, en arrière de l'école primaire Haldi Road Elementary School près de la route 16 direction ouest, en dehors de Prince George. Leah, 15 ans, à moitié autochtone, aurait été poignardée à mort. |
| 15  | Lana Derrick            | 19 ans | Disparition  | Terrace             | 1995            | Lana Derrick a été vue pour la dernière fois en octobre 1995 dans une station-service à Thornhill. Fowler aurait été appréhendé (pour des crimes commis aux États-Unis) en juin 1995, et ce dernier disait qu'il n'avait rien à voir dans la disparition de Lana Derrick. |
| 16  | Nicole Hoar             | 25 ans | Disparition  | Prince George       | 2002            | Bobby Jack Fowler était emprisonné en 1996 jusqu'à sa mort en 2006, il est donc impossible de le relier à l'affaire. |
| 17  | Tamara Chipman          | 22 ans | Disparition  | Prince Rupert       | 2005            | Vue pour la dernière fois à Prince Rupert, en Colombie-Britannique alors qu'elle faisait de l'auto-stop à l'est sur la route 16. |
| 18  | Aielah Saric Auger      | 14 ans | Homicide     | Prince George       | 2006            | Le cadavre d'Aielah Saric-Auger, 14 ans, a été trouvé peu de temps après le signalement de sa disparition le 2 février 2006. C'est un automobiliste qui a fait la macabre découverte du corps inanimé d'Aielah Saric-Auger dans un fossé sur la route 16 près de Tabor Mountain, soit 20 kilomètres à l'est de Prince George. |
| 19  | Madison Scott           | 20 ans | Disparition  | Hogsback Lake       | 2011            | Madison Scott, une jeune femme de 20 ans a disparu près de la route 16 le 28 mai 2011 après avoir assisté à une fête. Les autorités policières avaient localisé sa tente et son camion, malheureusement la jeune femme est toujours portée disparue. Madison a été vue pour la dernière fois durant tôt le matin le 28 mai 2011 à Hogsback Lake, 25 kilomètres au sud-est de Vanderhoof,. |

## Enquête
En 2009, la police a convergé sur une propriété à Isle Pierre, dans la région rurale de Prince George, à la recherche des restes de Nicole Hoar (disparue en 2002). La propriété en question aurait appartenu autrefois à Leland Vincent Switzer qui purge actuellement une peine de prison pour le meurtre au deuxième degré de son frère. La Gendarmerie royale du Canada (GRC) a également vérifié si la propriété avait un lien avec les autres victimes des meurtres du Highway of Tears.
Le 25 septembre 2012, la GRC a annoncé un lien entre les meurtres et le défunt criminel américain, Bobby Jack Fowler. Son ADN aurait été retrouvé sur le cadavre de Colleen MacMillen, l'une des victimes. Fowler est également soupçonné d'avoir tué Gale Weys et Pamela Darlington en 1973. De plus, la GRC croit qu'il aurait pu tuer près de dix autres victimes. Malgré l'identification de Fowler comme le tueur dans ces cas, les enquêteurs doutent de jamais pouvoir résoudre tous les meurtres. Ils ont enquêté sur plusieurs autres cas, mais n'ont pas suffisamment de preuves pour porter des accusations.

## Dans la culture populaire
- En mars 2014, un documentaire canadien a pour sujet les meurtres du Highway of Tears, Highway of Tears (en)[12].
- Le documentaire de Christine Welsh (en), Finding Dawn (en), parle des 500 meurtres d'autochtones sur le territoire canadien depuis les 30 dernières années.
- le film-documentaire Lillian l’évoque visuellement avec des plans sur les panneaux signalant les disparitions et des vêtements accrochés aux branches.